# Lüen
Lüen (toponimo tedesco; in romancio Leun , in italiano Leone, desueti) è una frazione di 81 abitanti del comune svizzero di Arosa, nella regione Plessur (Canton Grigioni).

## Storia

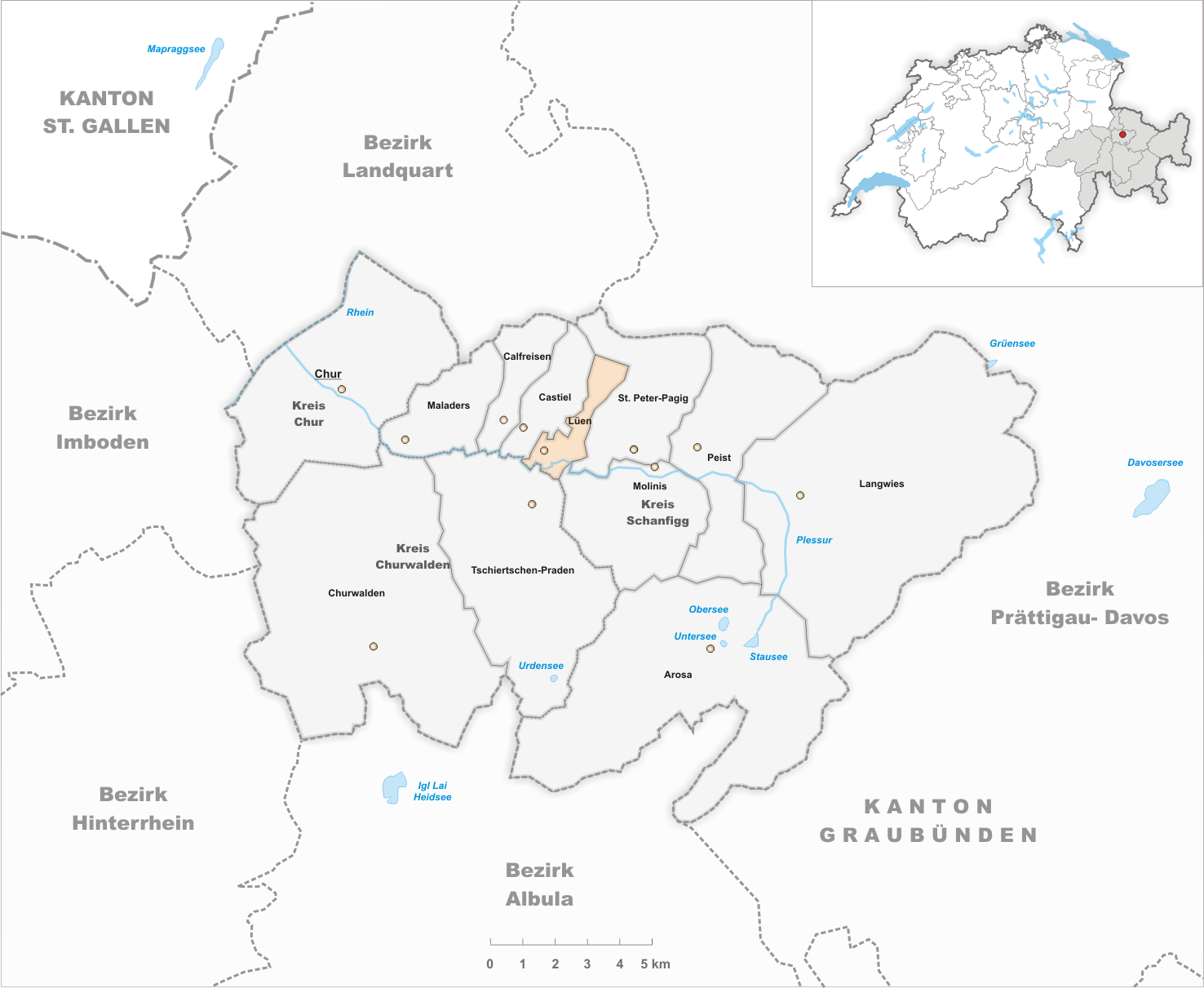
Il territorio del comune di Lüen prima degli accorpamenti comunali del 2013

Già comune autonomo che si estendeva per 3,49 km², il 1º gennaio 2013 è stato accorpato al comune di Arosa assieme agli altri comuni soppressi di Calfreisen, Castiel, Langwies, Molinis, Peist e Sankt Peter-Pagig.

## Monumenti e luoghi d'interesse
- Chiesa riformata di San Zeno, eretta nel 1080 circa[1].

## Società

### Evoluzione demografica
L'evoluzione demografica è riportata nella seguente tabella:
Abitanti censiti

### Lingue e dialetti
Già paese di lingua romancia, è stato germanizzato a partire dal XVI secolo.

## Infrastrutture e trasporti

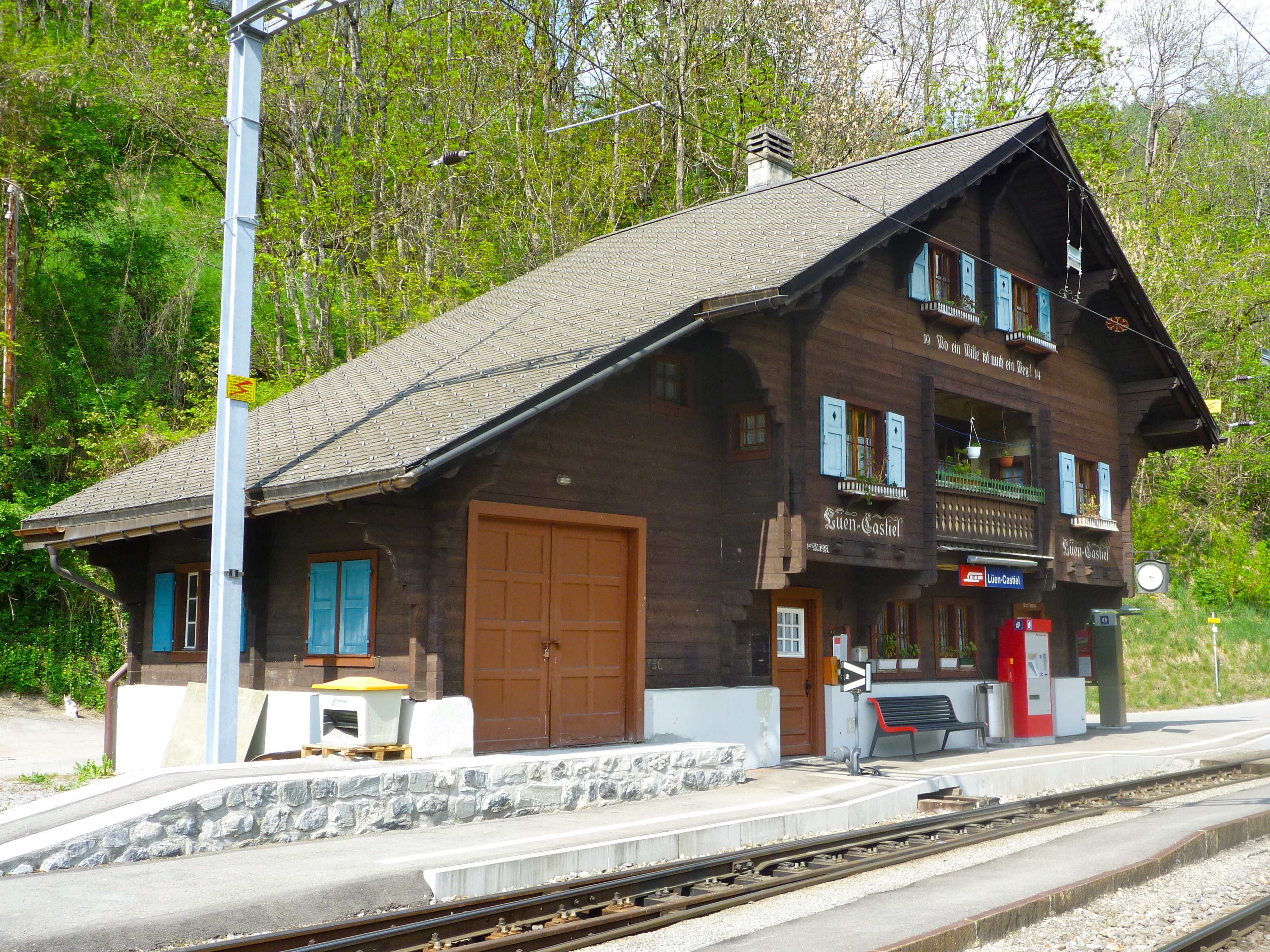
La stazione di Lüen-Castiel

Lüen è servito dalla stazione di Lüen-Castiel della Ferrovia Retica, sulla linea Coira-Arosa.